# Новикова Марія Вікентіївна
Марія Вікентіївна Новикова (нар. 5 березня 1900, Холми — пом. 25 січня 1985) — українська художниця, член Спілки художників України.

## Біографія
Народилася 5 березня 1900 в селі Холмах (тепер селище міського типу Корюківського району Чернігівської області, Україна). Учасниця громадянської війни в Росії. У 1937—1941 роках навчалася у студії батального живопису Миколи Самокиша в Сімферополі.
Брала участь у всеукраїнських виставках з 1957 року, персональна відбулася у Сімферополі у 1961 році. Жила в Сімферополі, в будинку на вулиці Набережній, 29, квартира 9. Померла 25 січня 1985 року.

## Творчість
Працювала в галузі станкового живопису. Серед робіт:
- «Троянди на балконі» (1957);
- «Канни» (1957);
- «Виноград з червоною вазою» (1957);
- «Яблуня» (1960);
- «Ромашки» (1961);
- «Дарунки кримської землі» (1963).